# Fernando Maestro
Fernando Maestro Olalla (Tarrasa, Barcelona, España, 15 de abril de 1974) es un exfutbolista español que se desempeñaba como guardameta. Actualmente es el entrenador de porteros del Real Club Deportivo Mallorca.

## Trayectoria
Maestro fue un portero muy experimentado en Segunda B, categoría en la que ha jugado desde 1995 hasta la actualidad, salvo en las temporadas 2002/03 y 2003/04 en las que jugó en Segunda División con el Terrassa alternando el puesto con Miguel Morales.
Ha sido internacional en 25 ocasiones, en categorías desde sub-15 hasta sub-20.

Es pieza fundamental del Alcoyano desde que llegó al equipo de El Collao. Consiguió en la temporada 2008/09 el campeonato del Grupo III de Segunda B y la disputa de la promoción de ascenso contra el Cartagena. En la temporada 2010/2011 comsiguió de nuevo el ascenso a la Segunda División con el Alcoyano.

## Clubes
| Club                   | País   | Año       |
| ---------------------- | ------ | --------- |
| CE L'Hospitalet        | España | 1992-1994 |
| UE Sant Andreu         | España | 1994-1996 |
| Gimnàstic de Tarragona | España | 1996-1997 |
| Ontinyent CF           | España | 1997-1999 |
| CE L'Hospitalet        | España | 1999-2000 |
| CF Gandia              | España | 2000-2001 |
| Terrassa FC            | España | 2001-2004 |
| CD Alcoyano            | España | 2004-2012 |

gandia 2012-actual

## Palmarés

### Campeonatos nacionales
| Título                         | Club        | País   | Año       |
| ------------------------------ | ----------- | ------ | --------- |
| Campeón Grupo III de Segunda B | CD Alcoyano | España | 2008-2009 |